# Myrmicocrypta foreli
Myrmicocrypta foreli är en myrart som beskrevs av Mann 1916. Myrmicocrypta foreli ingår i släktet Myrmicocrypta och familjen myror.

## Underarter
Arten delas in i följande underarter:
- M. f. foreli
- M. f. surianensis